# Кёсег
Кёсег (венг. Kőszeg), Гюнс (нем. Güns) — город на западной границе Венгрии, в медье Ваш. Население — 11 783 человека (2001).

## География и транспорт
Кёсег расположен в Западно-Задунайском крае практически на границе с Австрией, в 220 километрах к западу от Будапешта и в 20 километрах к северо-западу от областного центра — Сомбатхея. Через город проходит автомобильная дорога Сомбатхей — Винер-Нойштадт — Вена. Город расположен на берегах небольшой речки Дьёндёш у подножия самой высокой горы Западной Венгрии — Иротткё (венг. Írottkő).

## История
Город был основан в третьей четверти XIII века семьёй Волфер, обосновавшейся в Венгрии в XII веке. Князья Гюссинг (в венгерском произношении Кёсег), боковая ветвь семьи, перенесли сюда свою резиденцию в конце XII века из Неметуйвар (венг. Németújvár) или Гюссинга (совр. Австрия) . В 1327 году король Карл Роберт сумел сломить мощь феодальной семьи, присоединил Кёсег к королевству и даровал ему статус вольного королевского города. В этот же период городская крепость была перестроена в мощное фортификационное укрепление.
События, прославившие Кёсег, произошли в августе 1532 года. Огромная турецкая армия, насчитывавшая около 80 000 человек, направленная султаном Сулейманом Великолепным для взятия Вены, по дороге осадила Кёсег, который оборонял небольшой отряд в 800 солдат под командованием капитана Миклоша Юришича. Несмотря на стократное превосходство турок в численности, крепость отбила 19 ожесточённых штурмов. После месяца безрезультатной осады среди янычар начались волнения и турки были вынуждены отступить от стен города. По местной традиции турки сняли осаду в 11 часов утра, в связи с этим часы на городском соборе навсегда остановлены на 11 часах, и каждый день в этот час в городе раздаётся колокольный перезвон.
После турецких войн в 1695 году Кёсег перешёл под власть князей Эстерхази, которые управляли им вплоть до XX века. Во время восстания Ференца Ракоци город и крепость сильно пострадали от боевых действий, и после подавления восстания Кёсег потерял своё стратегическое значение. В XVIII—XIX веках роль политического и экономического центра региона полностью перешла к Сомбатхею, Кёсег превратился в небольшой провинциальный город. Благодаря тому, что большинство архитектурных достопримечательностей города сохранилось до наших дней, Кёсег — один их главных туристических центров Западной Венгрии.

## Достопримечательности
- Крепость — заложена в XIII веке, неоднократно перестраивалась. Перед входом в крепость установлен памятнику Миклошу Юришичу, руководителю знаменитой обороны. Автор памятника — Шандор Микуш. В настоящее время в крепости городской краеведческий музей.
- Церковь Святого Сердца — неоготика, построена в 1894 году. Рядом с ней установлена колонна Св. Троицы (барокко, 1712) в память о жертвах чумы.
- Церковь св. Иакова — построена в 1407 году, перестроена в XVIII веке. Крепость в Кёсеге

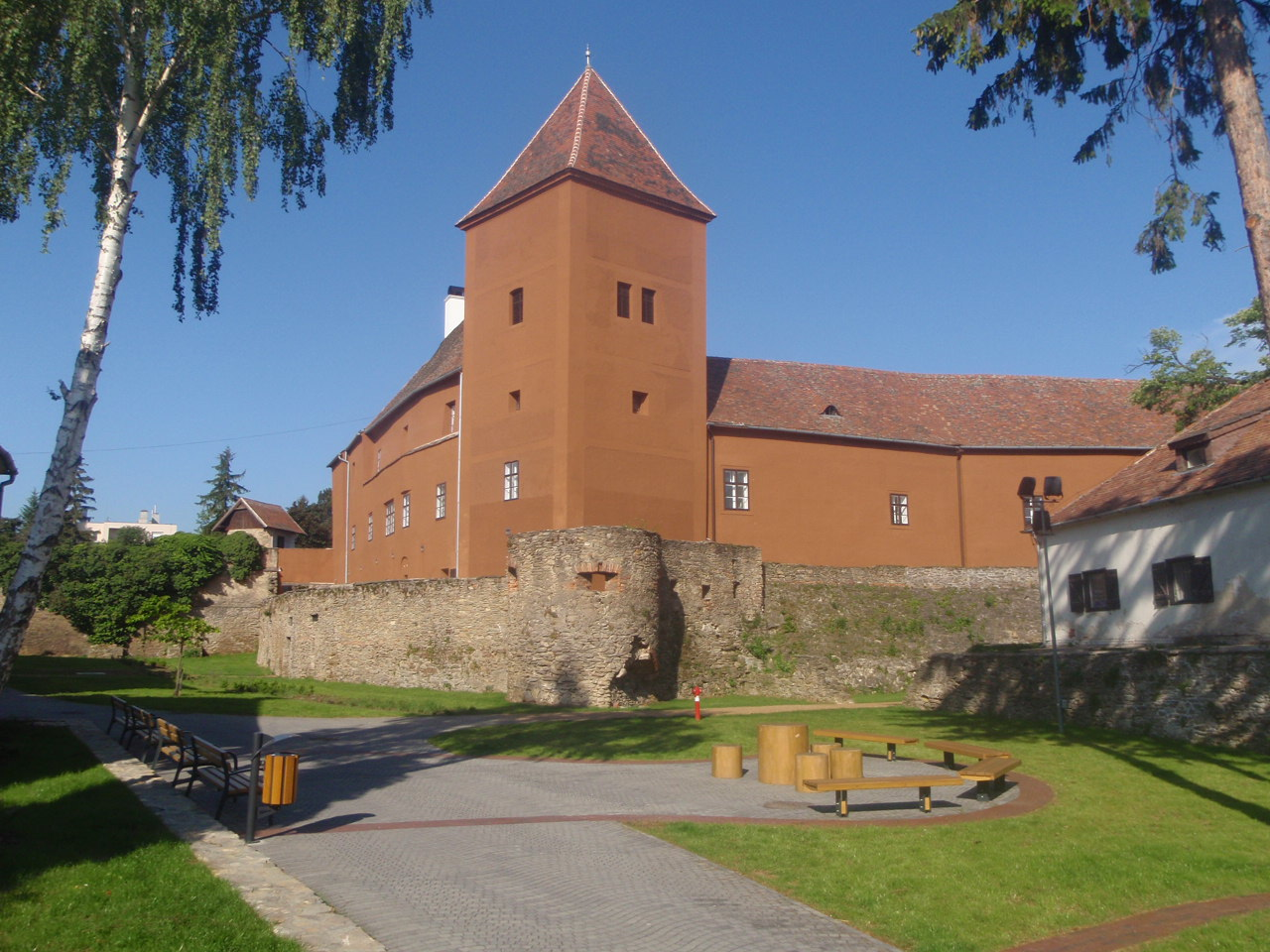
Крепость в Кёсеге

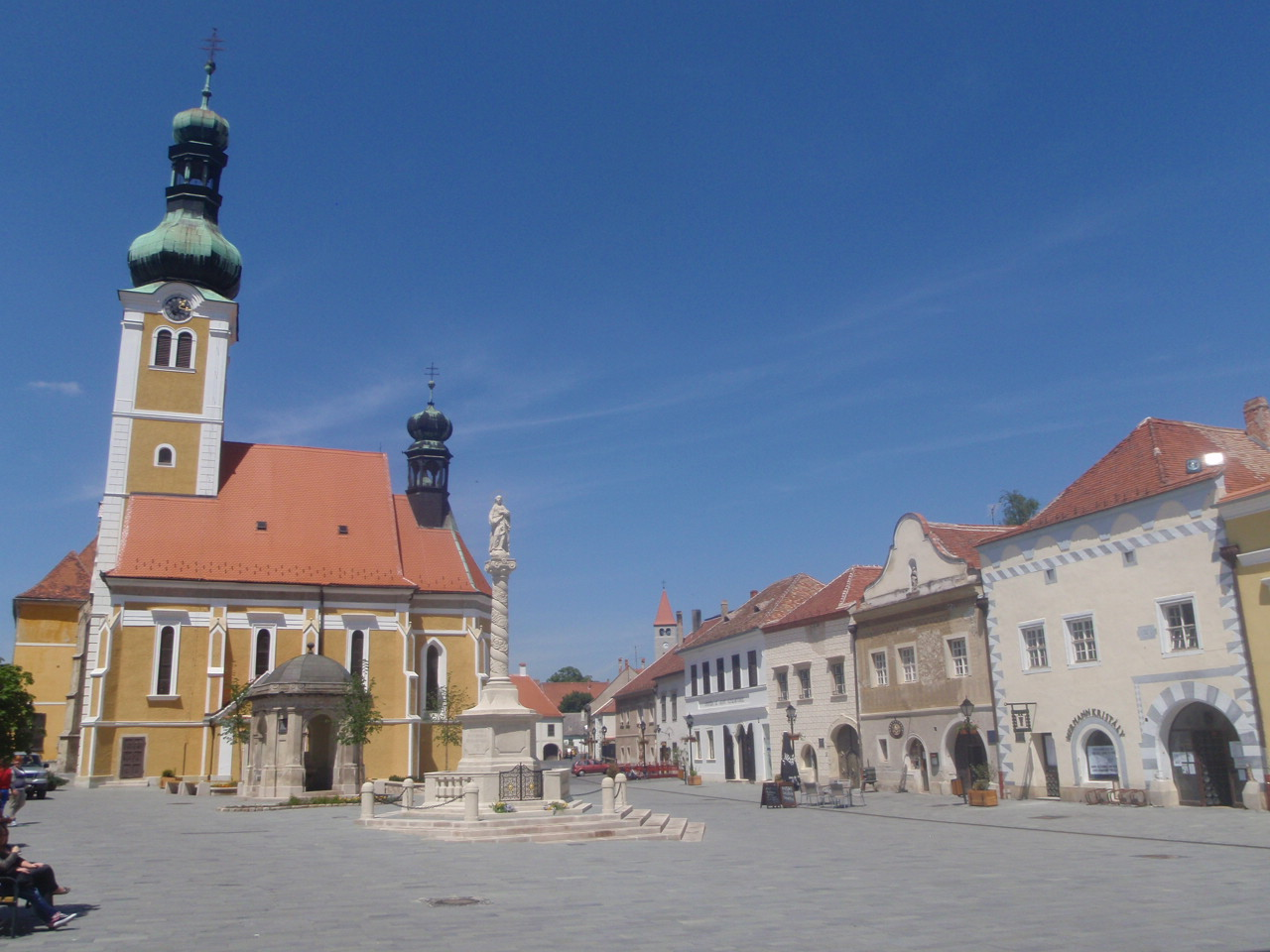
Восстановленный старый город

- Ратуша — эклетичное здание, неоднократно перестраивавшиеся в XVI—XVIII веках с элементами готики, ренессанса и барокко.
- Старая башня — сохранилась от древнего бастиона на подступах к крепости.
- Башня Героев — построена в 1932 году на месте древней башни, разрушенной в 1880-е годы.
- Фармацевтический музей. Расположен в барочном здании, ранее принадлежавшем монастырю иезуитов.

## Население
| Год  | Численность | Численность |
| ---- | ----------- | ----------- |
| 2013 | 11 628      | [ 2 ]       |
| 2014 | 11 719      | [ 3 ]       |
| 2018 | 11 805      | [ 4 ]       |
| 2021 | 11 927      | [ 5 ]       |
| 2022 | 11 362      | [ 6 ]       |
| 2023 | 11 723      | [ 7 ]       |
| 2024 | 11 757      | [ 1 ]       |

## Города-побратимы
- Agros[вд], Кипр
- Nitrianske Hrnčiarovce[вд], Словакия
- Альтеа, Испания
- Бад-Кёцтинг, Германия
- Бандоран, Ирландия
- Белладжо, Италия
- Веллетри, Италия
- Гранвиль, Франция
- Зволен, Словакия
- Карккила, Финляндия
- Марсаскала, Мальта
- Мерссен, Нидерланды
- Мёдлинг, Австрия
- Нидеранвен, Люксембург
- Оффенбах-ам-Майн, Германия (1995)
- Превеза, Греция
- Пренай, Литва
- Сезимбра, Португалия
- Сень, Хорватия
- Сигулда, Латвия
- Сирет, Румыния
- Сушице, Чехия
- Трявна, Болгария
- Тюри, Эстония
- Уффализ, Бельгия
- Файхинген-на-Энце, Германия
- Хойна, Польша
- Хольстебро, Дания
- Шерборн[вд], Великобритания
- Шкофья-Лока, Словения
- Юденбург, Австрия